# Nachfassen
Nachfassen bezeichnet im Vertrieb die Tätigkeit, einen potenziellen Kunden erneut  anzusprechen, um einen begonnenen Verkaufsprozess weiterzuführen. In der Regel sind bei hochwertigen oder erklärungsbedürftigen Produkten mehrere Kontakte zum Kunden nötig, bis dieser einem Vertragsabschluss zustimmt.
Der Kunde kann den Verkaufsprozess jederzeit leicht unterbrechen, indem er auf das Nachfassen des Verkäufers ausweichend reagiert, etwa mit der Feststellung, er habe jetzt keine Zeit, der Verkäufer solle sich später wieder melden. Bei nicht kaufwilligen Interessenten ist eine Nachfass-Aktion zudem immer eine Störung, was entsprechende Telefonate unter erhöhtem Stress für beide Seiten ablaufen lässt.
Die Erfolgsquoten bei Nachfass-Aktionen sind häufig gering, viele der Verkaufsprozesse scheitern aus Verkäufersicht an dieser Stelle. Daher sind Nachfass-Aktionen bei Verkäufern häufig unbeliebt. Sie sind jedoch notwendig, da mit ihrer Hilfe häufig potenzielle, aber von sich aus inaktive Kunden zu einem Abschluss geführt werden können.

## Kaufverhalten
Der Ablauf der Kaufentscheidung kann schematisch in sechs Etappen unterteilt werden (siehe hierzu: Kaufverhalten):
1. Bedarfserkennung
2. Suche nach Angeboten und Alternativen
3. Suchen externer und interner Informationen
4. Bewertung von Angeboten und Alternativen
5. Erwerbsentscheidung
6. Bewertung und Feedback.

Nachdem der Kunde den Bedarf erkannt und Angebote eingeholt hat, sucht er weitere externe und interne Informationen und bewertet auf dieser Basis die Angebote und Alternativen.
Während dieses Zeitraums wird der potenzielle Kunde den Kontakt zum Anbieter nicht immer von sich aus fortsetzen, sondern erwarten, dass der Anbieter wieder auf ihn zukommt. Dies gilt vor allem, wenn der Kunde aus mehreren konkurrierenden Angeboten wählen kann und das eigene Angebot aus der Sicht des Kunden zunächst nicht die erste Wahl darstellt.
Besonders in dieser Phase sind Nachfass-Aktionen erfolgversprechend, denn sie bieten die Chance, das eigene Angebot besser auf die Bedürfnisse des Kunden abzustimmen und ggf. weitere passende Informationen zu geben.

## Formen des Nachfassens
- Persönlicher Besuch
- telefonisch durch eigene Verkäufer oder den Einsatz eines Callcenters
- per Brief
- per E-Mail

## Erfolgsfaktoren
- Gezieltes Training der Verkäufer
- eine gut geführte Vertriebsdatenbank
- Erfolgsmessung und -analyse

Erfolge lassen sich messen zum Beispiel durch
- die Anzahl der Nachfasskontakte (Telefonate, persönliche Besuche, E-Mails, Briefe) pro Zeiteinheit
- den Anteil der Aufträge aus Nachfassaktionen an der Gesamtzahl der Aufträge

## Investitionsgütermarketing
Nachfass-Aktionen sind besonders im Bereich des Investitionsgütermarketing wichtig und erfolgversprechend. Es geht dem Vertragsabschluss ein individuelles Angebot voraus, sodass Daten über den Bedarfsfall und den Kunden verfügbar und in der Vertriebsdatenbank abrufbar sind.
Eine wichtige betriebswirtschaftliche Kennzahl des Vertriebscontrolling im Investitionsgütervertrieb ist die Hit-Rate, d. h. der Quotient aus hereingenommenen Aufträgen und den herausgelegten Angeboten. Gezielte Nachfass-Aktionen können die Hitrate entscheidend verbessern, indem die bereits bekannten Bedarfsfälle (bzw. die herausgelegten Angebote) durch den Vertrieb nachbearbeitet werden. Durch Nachfass-Aktionen ist es möglich,
- offene Fragen zu klären, z. B. zur Leistungsfähigkeit des angebotenen Produktes
- das Angebot besser an den Bedarf anzupassen, etwa durch ergänzende Dienstleistungen wie Installation beim Kunden
- die Planung des Auftragseingangs zu verbessern, indem das Datum und die Wahrscheinlichkeit der Auftragsvergabe erfragt wird
- spätere Nachfass-Aktionen durch die Vergabe von Wiedervorlagedaten vorzubereiten
- verlorene Bedarfsfälle zu analysieren (Grund des Verlustes, welcher Wettbewerber war erfolgreich, Konsequenzen für die Marktbearbeitung).